# Heterosoma suturale
Heterosoma suturale är en skalbaggsart som beskrevs av Leon Fairmaire 1902. Heterosoma suturale ingår i släktet Heterosoma och familjen Cetoniidae. Inga underarter finns listade i Catalogue of Life.